# Fysicotheologie
Fysicotheologie was een stroming in de theologie die op basis van empirisch onderzoek van de natuur tot kennis van God wilde komen. Met name de doelmatigheid die men in de natuur waarnam werd beschouwd als een belangrijk bewijs voor het bestaan van God. Deze beweging had in belangrijke mate haar basis, althans in Nederland en Engeland, in de nieuwe empirische natuurwetenschap (met name Robert Boyle) en het newtoniaanse wereldbeeld. De fysicotheologie in Duitsland steunde meer op de inzichten van  Wolf en Leibniz.   
In de achttiende eeuw en eerste decennia van de negentiende eeuw was het in Engeland en de Republiek een invloedrijke beweging.  

## Achtergrond

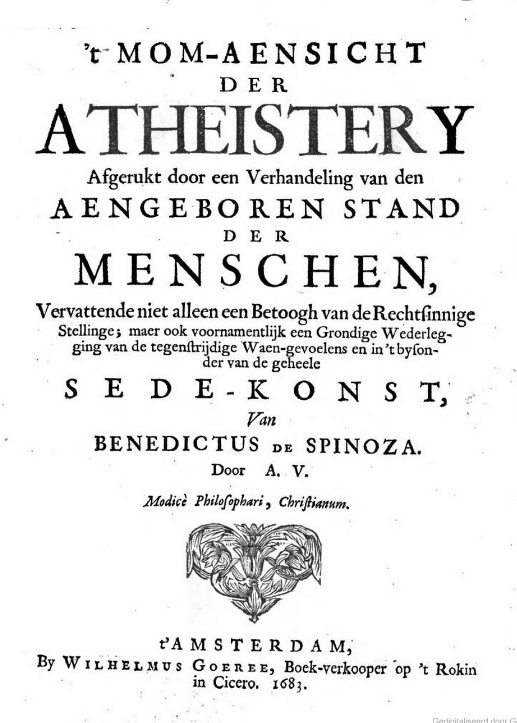
Titelblad van t'Mom-aensicht der atheistery afgerukt door een verhandeling van den aengeboren stand der menschen, vervattende niet alleen een betoogh van de rechtsinnige stellinge; maer ook voornamentlyk een grondige wederlegging van de tegenstrydige waen gevoelens en in 't bysonder van de geheele sede konst van Benedictus Spinoza door A. V. is een aanval op het werk van met name Spinoza door Adriaen Verwer. Dit is de editie uit 1683

Al in bronnen binnen de vroeg middeleeuwse filosofie en vooral de geschriften van kerkvaders werd de natuur gezien als een boek dat – naast de Bijbel – gelezen kon worden als een bron van Godskennis. God kan gekend worden door twee middelen. De eerste is de Schepping (het boek van de natuur) en de  tweede de Bijbel (het goddelijk woord). Het bestuderen van het boek van de natuur bracht mensen tot de overtuiging van het bestaan van God. De natuur is hier niet primair een terrein voor onderzoek door wetenschappers, maar het terrein voor religieuze overdenking. Het boek van de natuur is, net als de Bijbel, een onderwerp van exegese. De aanvang van het gebruik van deze metafoor is te vinden in de periode van het vroege christendom en vindt zijn hoogtepunt in de zeventiende eeuw. In deze laatste periode wordt de metafoor het meest gebruikt. Met name in Engeland en de Republiek wordt vele malen aan het boek van de natuur gerefereerd. 
Er waren echter ook andere opvattingen. Descartes (1596-1650) stelde als, grondlegger van het rationalisme, dat kennis gebaseerd moet zijn op het denken alleen. Zijn scheiding van theologie en filosofie leidde tot een eigen domein voor natuuronderzoekers. In de Republiek was aanzienlijke tegenstand tegen zijn opvattingen. Voetius (1589- 1676) en zijn aanzienlijke aanhang verkondigden dat de filosofie ondergeschikt moest blijven aan de theologie en de natuurwetenschappen in overeenstemming moesten blijven met de Schrift. De weg van Descartes zou volgens hem leiden tot materialisme en atheïsme.
Spinoza (1632-1677) stelde dat de orde van de natuur vast en onveranderlijk was. De gevolgtrekking was dat de wetten van de natuur in oudtestamentische tijden dezelfde moesten zijn geweest als in Spinoza's eigen tijd. Spinoza stelde bijvoorbeeld dat de regenboog die God in Genesis voor Noach in de wolken stelde, net als in de zeventiende eeuw het resultaat moest zijn van de breking van zonnestralen in waterdruppels. De in de Bijbel beschreven wonderen zijn nu onmogelijk en door het vaste en onveranderlijke karakter van de orde van de natuur waren ze ook in de periodes die de Bijbel beschrijft onmogelijk. Wonderen zijn bij Spinoza niet een bewijs van goddelijke macht maar van menselijke onwetendheid. Zijn axioma deus sive natura ( God of Natuur) heeft als essentie  dat God samenvalt met de ‘Natuur’, en dat die natuur slechts bewogen wordt door blinde noodzaak zonder plan. Vanaf eind zeventiende eeuw gaat zich hiertegen een opvatting ontwikkelen die gekeerd is tegen wat gezien wordt als toenemende geloofstwijfel en atheïsme.

## Auteurs en opvattingen

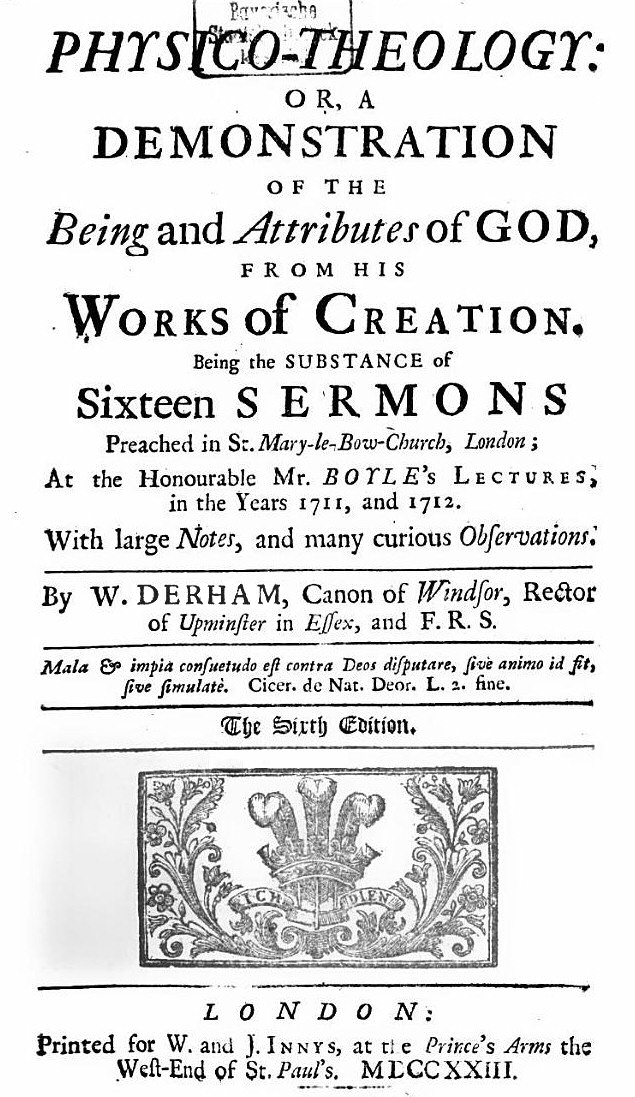
Titelblad van de editie 1723 van Physico-theology, or a Demonstration of the Being and Attributes of God

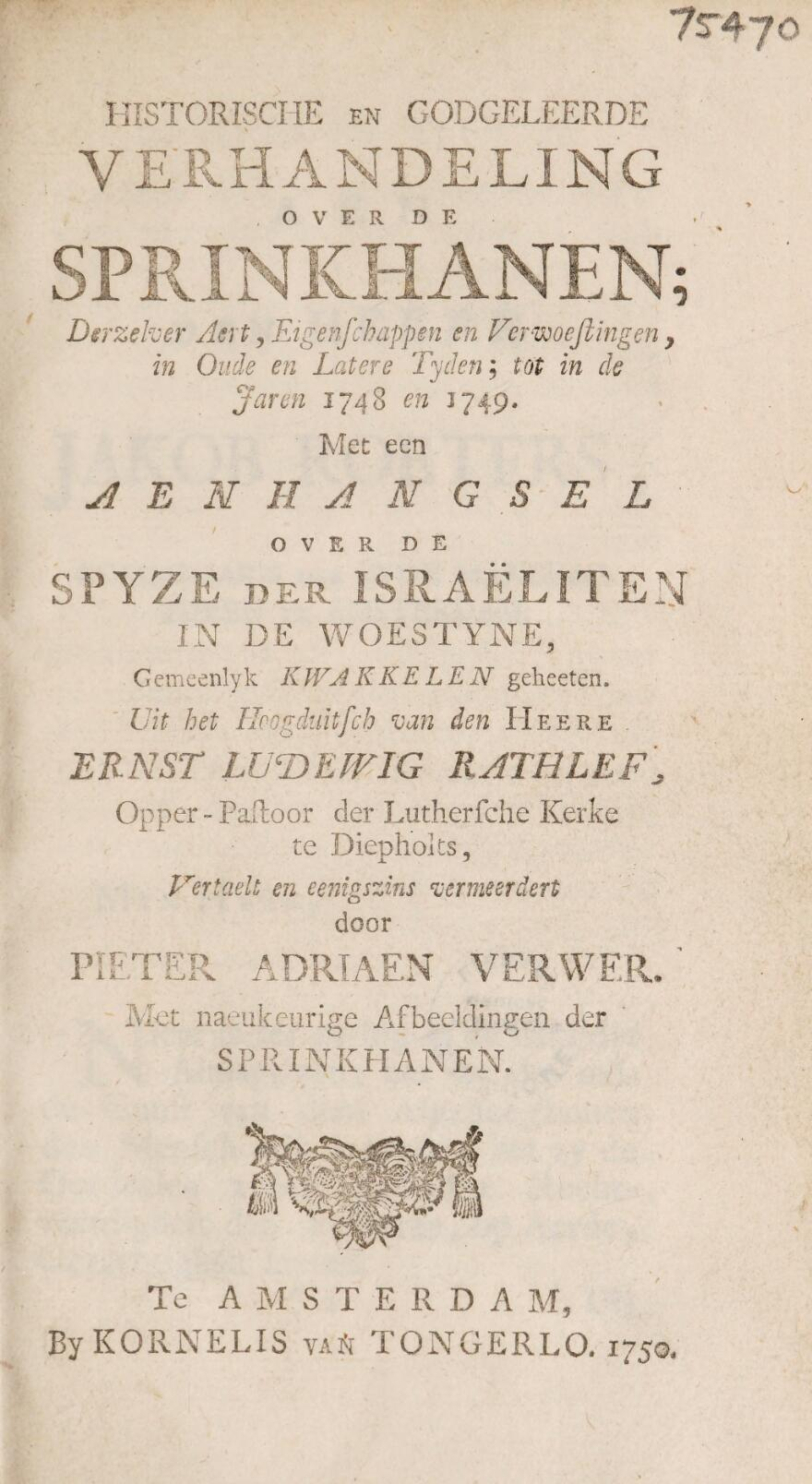
Titelpagina van Historische en godgeleerde verhandeling over de sprinkhanen, derzelver Aert, Eigenschappen en Verwoestinger, in oude en latere Tyden, tot in de Jaren 1748 en 1749. Met een aenhangsel over de spyze der Israëliten in de woestyne, gemeenlyk kwakkelen geheeten / Met nauekeurige Afbeeldingen der Sprinkhanen.Editie 1750

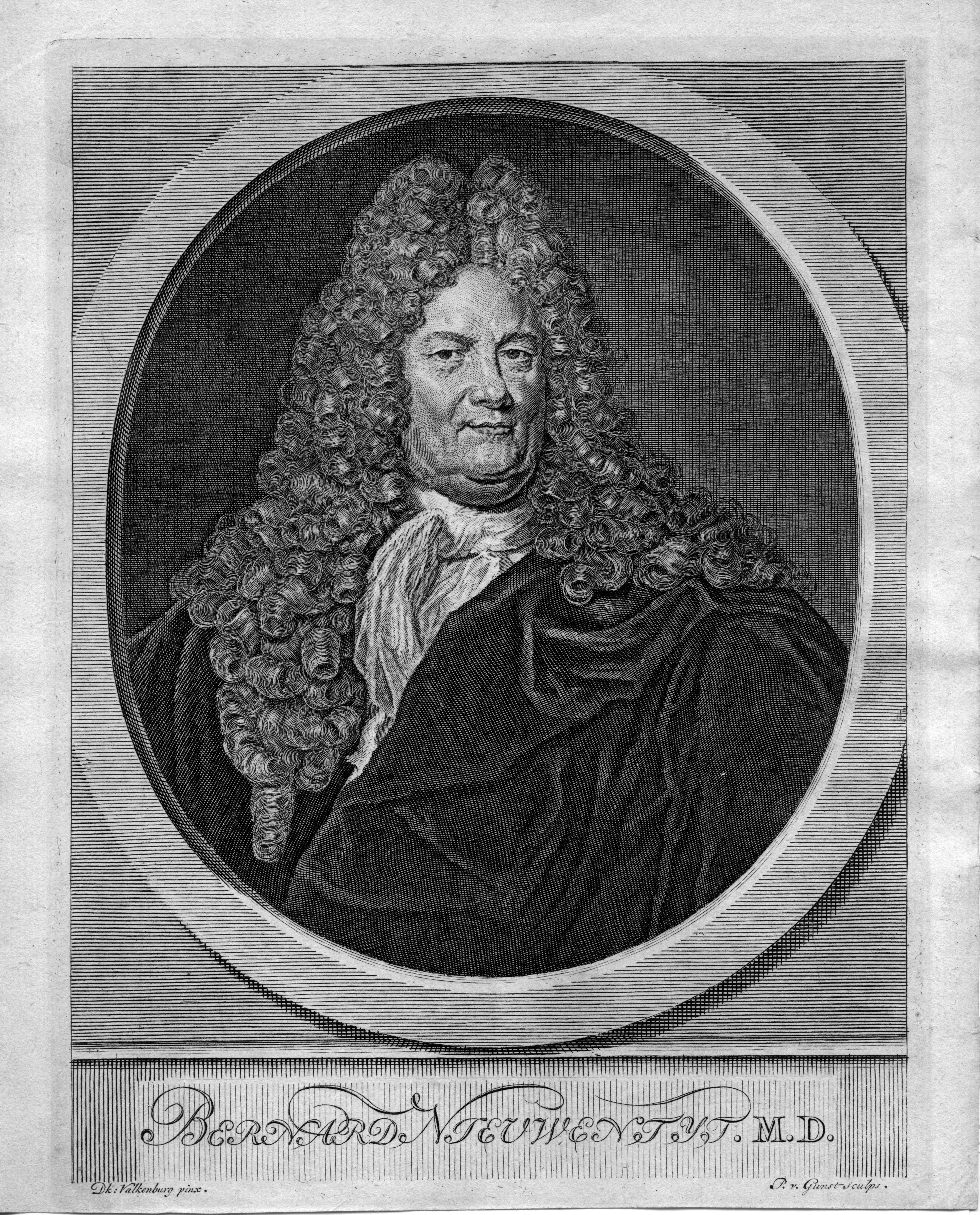
Bernard Nieuwentijt

Een van de eerste werken die aanzienlijke bekendheid krijgen is een boek van de Franse aartsbisschop François Fénelon.  In 1715 verschijnt een Nederlandse vertaling met als titel Bewys dat Godt is, genoomen uit de kennisse der natuure ende geschickt naar het geringe verstant van de allereenvoudigsten. In 1716 komt een vertaling uit van Lambert ten Kate van de Philosophical Principles of Natural Religion van C. Cheynes. De Nederlandse titel is Den schepper en Zijn bestier te kennen in Zijne schepselen .  
De eerste die de benaming fysicotheologie gebruikt was William Derham. Zijn werk uit 1713 heeft de titel Physico-theology, or a Demonstration of the Being and Attributes of God. De Nederlandse vertaling hiervan luidt: God-leerende natuurkunde, of eene betooging van Gods wezen en eigenschappen, uit de beschouwing van de werken der scheppinge. De Nederlandse term voor fysicotheologie in de achttiende eeuw was dan ook godgeleerde of godleerende natuurkunde. Dat leidde tot boektitels als Godleerende Plantkunde of Reden- en Schriftmatige Proeve uit het Ryk der gewassen ter betooge van Gods Almagt, Wysheid, Goedheid en Rechtvaerdigheid; in navolging van de Godleerende Natuur- en Sterrekunde van den beroemden W. Derham  en  Historische en Godgeleerde Verhandeling over de Sprinkhanen; derzelver Aart, Eigenschappen en Verwoestingen in Oude en Later Tyden; tot in de Jaren 1748 en 1749
De belangrijkste Nederlandse auteur van de fysicotheologie uit die periode was Bernard Nieuwentijt. Zijn belangrijkste werk is Het regt gebruik der werelt beschouwingen, ter overtuiginge van ongodisten en ongelovigen aangetoont (1715). Binnen een halve eeuw beleefde het werk zeven herdrukken en was het vertaald in het Frans, Engels en Duits.
De fysicotheologie wilde God leren kennen en over hem spreken buiten de Openbaring om en is zowel gegrond op rationele godsbewijzen als op de zichtbare manifestatie van Gods macht. In de fysicotheologie werd vele malen de doelmatigheid en planmatigheid van de schepping beklemtoond alsmede de orde in de kosmos, gebaseerd op de door God geschapen natuurwetten. Auteurs brachten voortdurend naar voren hoe geordend, harmonieus, planmatig en doelmatig alles in de natuur functioneert.  
In de fysicotheologie was dat design-argument een belangrijk wapen in de strijd tegen atheïsme, materialisme en deïsme. 
De auteurs wilden op grond van de beschikbare kennis over de natuur(verschijnselen) de lezers van hun boeken overtuigen van het bestaan van God en van zijn blijvende zorg voor de schepping. God werd  dan ook vaak aangeduid met termen als Albestierder, Onderhouder en Regeerder.
Zij predikten vooral de overtuiging dat de natuur zo plan- en doelmatig in elkaar steekt dat een natuur zonder God onbestaanbaar en onmogelijk is. De fysicotheologen konden elke Bijbeltekst waarin de natuur ter sprake kwam in overeenstemming brengen met de dan vigerende natuurwetenschappelijke theorieën over datgene wat in die Bijbeltekst besproken werd. Zij spoorden hun lezers aan de grootheid van de schepper te leren kennen door ook zelf natuuronderzoek te doen.
De argumentatie van de fysicotheologen was in de achttiende eeuw populair in poëzie, stichtelijke lectuur en natuurhistorische werken. Het was eerst een thema dat aanvankelijk vooral anderen dan theologen bezighield, maar vanaf ongeveer 1730 gaan ook vooral predikanten over het thema schrijven. Belangrijk voor het onderwijs aan de jeugd was het in 1777-1779 verschenen werk  Katechismus der natuur (in vier delen) van de Zutphense predikant Jan Floris Martinet. In 1827-1829 verscheen hiervan nog een zesde druk, terwijl de auteur daarnaast in 1779 nog een Kleine katechismus der natuur voor kinderen schreef, waarvan in 1818 een zesde druk uitkwam.  De Kleine catechismus werd vertaald in het Engels, Frans, Duits en Maleis, terwijl het oorspronkelijke, grote werk in Engelse en Duitse vertaling uitkwam. Beide werken van Martinet zijn buitengewoon populair geweest. Velen volgden zijn voorbeeld en schreven eveneens dergelijke catechismi.
De beweging had in de achttiende eeuw ook aanzienlijke invloed op een aantal verzamelaars van naturalia die opgenomen werden in naturaliënkabinetten. Verzamelaars als Albertus Seba en Levinus Vincent maken in catalogi  van hun collecties duidelijk  dat hun  verzamelingen er ook zijn  om mensen in de gelegenheid te stellen de natuur te bestuderen en als gevolg daarvan tot meer Godskennis te komen. Hun verzamelingen waren bedoeld  als een afspiegeling van Gods schepping. In  Wondertoneel der Nature,  nodigde Vincent dan ook uitdrukkelijk ongelovigen uit zijn collecties te bezoeken. 
Kom, Godverzaker, die deez wonderen beschout 
 U, als een nachtuil, in de duisternis onthoudt,
Kom voor het licht, en leer, met elk, uit al deez werken   
Den Opperkunstenaar in zyn gedrag bemerken.
In Nederland was de beweging van de fysicotheologie rond 1800 op haar hoogtepunt. De belangrijkste leidsman van de beweging was toen de Groningse predikant Jacobus Albertus Uilkens die de geschriften van Martinet van nieuwe voorbeelden voorzag. Hij publiceerde eigen werk op dit thema en gericht op zoveel mogelijk doelgroepen zoals natuurcatechismi voor vrouwen, kinderen, armen, voor het onderwijs en voor gebruik in de kerk. Hij stelde dat “kennis van de werken der natuur de eerste grondslag van het Godsdienstig onderwijs ” dient te zijn.   
Veel teksten uit de beweging waren zeer belerend qua toon en karakter. Sommige auteurs wisten ook letterlijk van elk ding en elk verschijnsel met welk doel God het gemaakt had. Martinet wist bijvoorbeeld zeker dat God de luis had gecreëerd om de mens hygiëne te leren en ter voorkoming van ziektes. Anderen waren tot de overtuiging gekomen dat God eb en vloed had gecreëerd om schepen gemakkelijk havens in en uit te kunnen laten varen. 
In de loop van eerste helft van de negentiende eeuw riep dit meer weerstand op. De gehanteerde voorbeelden werden in toenemende mate onderwerp van spot en satire. Heinrich Heine spotte  in Die Harzreise dat "God de neus geschapen heeft zodat wij daar een bril op kunnen zetten en de ezel zodat wij ons met dat dier kunnen vergelijken". In het tweede kwart van de negentiende eeuw begon het nuttigheidsdenken van de fysicotheologie zijn aantrekkingskracht te verliezen. 
Het idee van een bewust gecreëerde planmatige natuur werd even later in die eeuw een nieuwe slag toegebracht door Darwin met zijn uitgangspunt van natuurlijke selectie. 